# Marzena Węgrzyn
Marzena Węgrzyn (ur. 17 maja 1978) – polska judoczka. 
Była zawodniczka Klubu Judo AZS Opole (1991-2003). Trzykrotna medalistka zawodów pucharu świata: złota (Warszawa 1999 - kat. do 57 kg) i dwukrotna brązowa (Praga 1994 - kat. do 48 kg, Warszawa 1998 - kat do 57 kg). Wicemistrzyni Europy juniorek 1996 w kat. do 56 kg. Sześciokrotna medalistka mistrzostw Polski seniorek: złota (1999 - kat. do 57 kg), trzykrotna srebrna (1997 - kat. do 56 kg, 1998 - kat do 57 kg, 2002 - kat. do 63 kg) oraz dwukrotna brązowa (1994 - kat. do 48 kg, 2003 - kat. do 63 kg).